# Carnin
Carnin település Franciaországban, Nord megyében. Lakosainak száma 1097 fő (2022. január 1.). Carnin Gondecourt, Allennes-les-Marais, Annœullin, Camphin-en-Carembault, Chemy és Carvin községekkel határos.

## Népesség
A település népességének változása:
| Lakosok száma | 948  | 975  | 1007 | 1008 | 1024 | 1033 | 1054 | 1076 | 1097 |
|               | 2013 | 2015 | 2016 | 2017 | 2018 | 2019 | 2020 | 2021 | 2022 |